# 小山翔平
小山 翔平（こやま しょうへい、1996年3月25日 - ）は、京都府出身の元プロ野球選手（捕手）。右投右打。プロでは育成選手であった。

## 経歴

### プロ入り前
東山高時代に、甲子園出場経験はなし。
高校卒業後は関西大学へ進学し、関西学生野球連盟に加盟する同校の硬式野球部に入部。大学時代は補欠選手の立場であり、4年次の春季リーグ終了時点で、公式戦には代打で出場した1試合のみに留まる。一旦は野球を諦めて就職活動を行い、一般企業から内定を得ていたが、4年次に野球への気持ちが再燃。監督と相談した上で、秋に行なわれるNPB球団の入団テストを受験するために4年次の秋季リーグ前に退部した。大学野球部員はプロ志望届を提出しなければプロ野球球団と交渉ができず入団テストも受験できないため、入団テストでアピールしたい場合は退部届を提出して受験するしかなかったためである。
2017年9月、読売ジャイアンツの入団テストを受験し合格。同年10月26日、プロ野球ドラフト会議で読売ジャイアンツから育成選手ドラフト6位指名を受け、入団。退部届を提出して入団テストを受験し、プロ志望届を提出せずにドラフト指名されたのは長江翔太などの例がある。

### 巨人時代
2018年、春季キャンプ中の2月に右肘を負傷。
2019年はイースタン・リーグ3試合、三軍戦43試合に出場した。
2020年はイースタン・リーグ11試合に出場し、打率.167、1本塁打、1打点の成績だった。10月28日に戦力外通告を受け、12球団合同トライアウトを受験したものの獲得球団は現れず、12月に自身のSNSにおいて現役引退を発表した。

### 引退後
現役引退後の2022年4月より、少年野球向けのマンツーマン野球指導を行っている。また自称「底辺YouTuber」として動画配信による解説を行っている。

## 人物・プレースタイル
強肩が武器の捕手で将来性を買われていた。
幼少期から小学校まで空手を習っており、黒帯を締める。全国大会でも上位進出した実績がある。
シーズンオフは甲斐拓也、嶋基宏ら他球団の主力捕手の自主トレに同行し、技術の向上に努めていた。

## 詳細情報

### 年度別打撃成績
- 一軍公式戦出場なし

### 背番号
- 007（2018年 - 2020年）